# Little Canfield
Little Canfield – wieś i civil parish w Anglii, w hrabstwie Essex, w dystrykcie Uttlesford. W 2001 miejscowość liczyła 267 mieszkańców. W miejscowości znajduje się kościół zwany Church of All Saints.